# Алваро де Базан
Алваро де Базан, маркиз од Санта Круза (шп. Álvaro de Bazán, marqués de Santa Cruz; Гранада, 12. децембар 1526 — Лисабон, 9. фебруар 1588) био је шпански адмирал.
Као поморски командант истакао се 1544. године у препаду на француску флоту у галијским водама, а 1564. године у више акција против турске флоте, а нарочито 1571. године у Лепантској бици где је као командант хришћанске резерве спречио турски покушај обухвата центра. У шпанско-француском рату тукао је 1582. године француску флоту код Азорских острва. Био је иницијатор стварања Шпанске армаде, али због болести није могао да преузме команду над њом.